# Caviphantes
Genre
Synonymes
- Lessertiella Dumitrescu & Miller, 1962
- Maxillodens Zhu & Zhou, 1992

Caviphantes est un genre d'araignées aranéomorphes de la famille des Linyphiidae.

## Distribution
Les espèces de ce genre se rencontrent en écozone holarctique.

## Liste des espèces
Selon World Spider Catalog (version 24, 27/01/2023) :
- Caviphantes catomidius Irfan, Zhang & Peng, 2022
- Caviphantes dobrogicus (Dumitrescu & Miller, 1962)
- Caviphantes flagellatus (Zhu & Zhou, 1992)
- Caviphantes pseudosaxetorum Wunderlich, 1979
- Caviphantes samensis Oi, 1960
- Caviphantes saxetorum (Hull, 1916)

## Systématique et taxinomie
Ce genre a été décrit par Oi en 1960 dans les Linyphiidae.
Lessertiella a été placé en synonymie par Wunderlich en 1979.
Maxillodens a été placé en synonymie par Eskov et Marusik en 1994.

## Publication originale
- Oi, 1960 : Linyphiid spiders of Japan. Journal of Institute of Polytechnics, Osaka City University, vol. 11D, p. 137-244.